# Torre de Penegate
A  Torre de Penegate, ou Torre de D. Egas Pais, localiza-se na atual freguesia de Carreiras (São Miguel) e Carreiras (Santiago), no município de Vila Verde, distrito de Braga, em Portugal.
Em 5 de Abril de 2013 foi classificada como monumento de interesse público.

## História

### Antecedentes
A primitiva toponímia do lugar foi "Penela", sendo o de "Penegate" utilizado desde 1064. Por essas razões, os estudiosos acreditam que o topónimo esteve associado, em suas origens, à ocupação deste afloramento rochoso elevado, de difícil acesso ("penha" ou "pena"), embora não haja informações ou vestígios sobre a sua primitiva defesa, em posição dominante sobre o território envolvente, possivelmente uma torre em estilo românico erguida por D. Egas Pais de Penegate, valido do Conde D. Henrique de Borgonha.

### A torre medieval
A atual estrutura foi erguida por Mem Rodrigues de Vasconcelos, cavaleiro de D. Dinis na guerra que opôs este monarca ao seu filho, o futuro rei D. Afonso IV. D. Dinis autorizou a construção de uma "domus fortis", em documento datado de 5 de Outubro de 1322, onde se refere que ele "havia proibido a construção destas casas fortificadas a não ser com sua expressa autorização". Esta fortificação tinha a função de proteger Mem Rodrigues no cargo que então ocupava, o de Meirinho-mor do soberano na região de Entre-Homem-e-Cávado, onde a autoridade real era contestada por Pedro Anes de Vasconcelos, tio de Mem Rodrigues:
"Desta forma, conpria huma casa forte (...) para teer hy o corpo em salluo quando lhy conprise e outro ssy pera teer hy a molher e os filhos que non possam Receber dano daquelles que lhy a el mal querem polo meu serviço"

### Do século XVII aos nossos dias

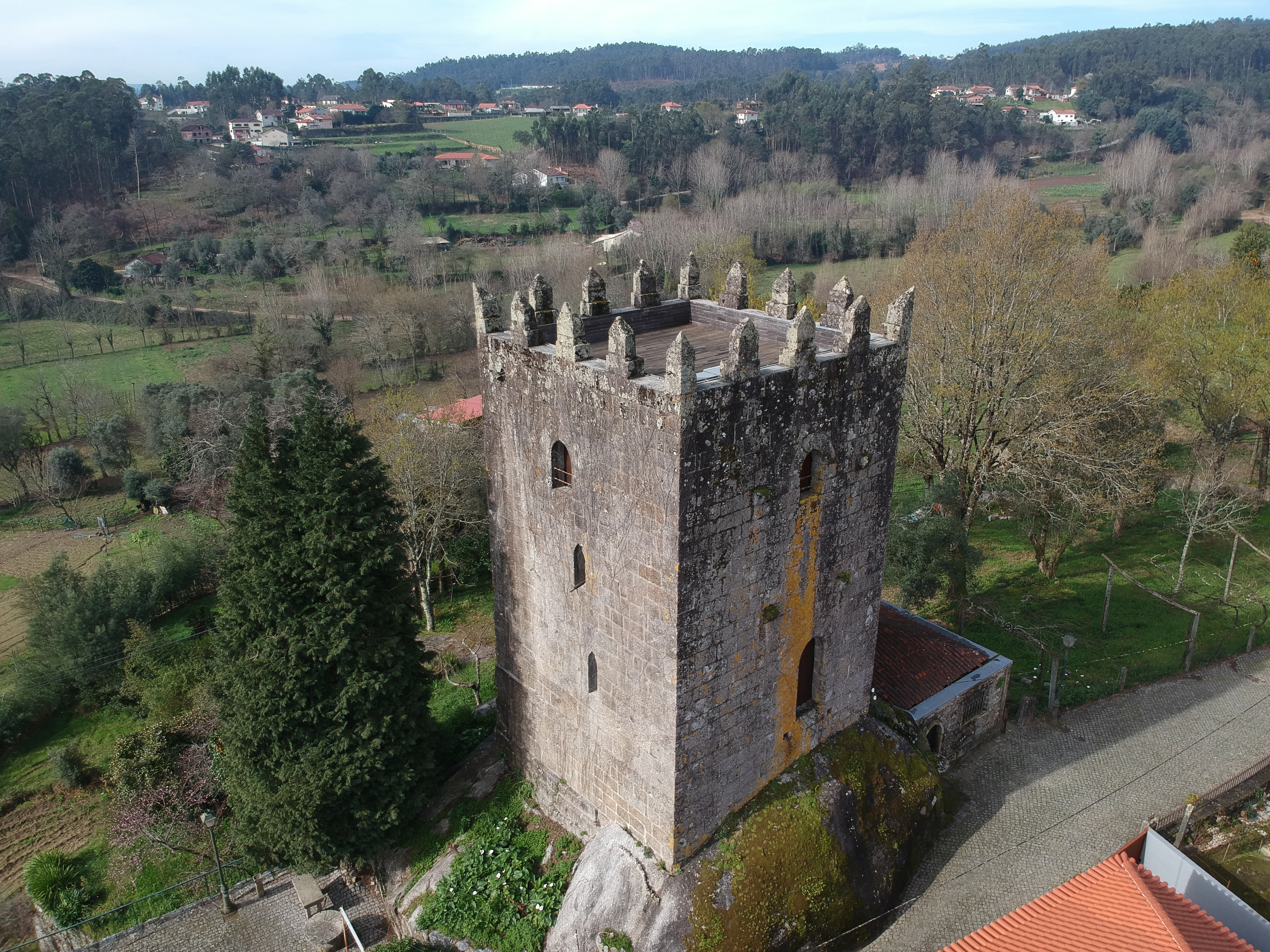
Vista aérea

Em princípios do século XVII o então proprietário Miguel Valadares, cónego de Guimarães e desembargador em Braga, fez erguer a Capela de Nossa Senhora da Pena para sua sepultura, conforme inscrição epigráfica na fachada principal.
No início do século XX, em 1907, a torre passou para a família dos actuais proprietários, tendo tido lugar, em décadas posteriores, obras de consolidação e restauro. Entre elas, foram colocadas ameias em 1939, o que lhe descaracterizou a feição original, sendo edificado um segundo corpo, de carácter residencial.
O conjunto encontrou-se em Vias de Classificação por Despacho de 24 de Setembro de 1990.

## Características
A torre apresenta planta retangular, em aparelho de granito. É dividida internamente em três pavimentos. 
A portada, em arco apontado, rasga-se na face Leste, acima do nível do solo. Era primitivamente acedida por uma escada de madeira amovível, da qual ainda restam os apoios. Acredita-se que essa entrada tenha sido guarnecida por um alpendre, de que seriam testemunhos as duas mísulas que enquadram a portada. Na face Oeste, ao nível da janela do último pavimento, um balcão de matacães permitia o tiro vertical sobre o único acesso que leva à torre. O seu topo é coroado por ameias.
A Capela de Nossa Senhora da Pena, de pequenas dimensões, em estilo barroco, conserva o retábulo-mor contemporâneo, em estrutura tripartida, com a imagem de Nossa Senhora ao centro, e as de São João e Santo António, em painéis pintados, de ambos os lados.